# Sandra Pascual
Sandra Pascual (Murillo de Río Leza, La Rioja, 11 de julio de 1990) es una jugadora española de voleibol.

## Clubes
- 2005-2011.- Nuchar Eurochamp Murillo (Superliga 2),  España

## Logros obtenidos

### Clubes
- 2010 / 2011.- Campeona de Superliga 2 y ascenso a Superliga con Nuchar Eurochamp Murillo.
- 2010 / 2011.- Incluida en el 7 ideal de la jornada 15 de Superliga 2.
- 2010.- Campeona de la Copa de la Princesa de Asturias con Nuchar Tramek Murillo.